# Take 6
Take 6 is een Amerikaanse pop-, jazz-, soul-, gospel- en a capellaband.

## Bezetting
- Claude McKnight III[2] (1e tenor, sinds 1985)
- Mark Kibble[3] (1e tenor, sinds 1985)
- Joey Kibble[4] (2e tenor, sinds 1991)
- David Thomas[5] (2e tenor, sinds 1985)
- Cedric Dent[6] (bariton, sinds 1985)
- Alvin Chea[7] (bas, sinds 1985)
- Mervyn Warren[8] (tenor, 1985 tot 1991)

## Geschiedenis
De groep werd in 1980 geformeerd door Claude McKnight als Gentlemen's Estate Quartet aan het Oakwood College in Huntsville, dat hoofdzakelijk barbershopzang ten gehore bracht. Enkele maanden later hoorde Mark Kibble de groep in een mannentoilet van het college zingen en sprong direct spontaan bij. De groep repeteerde daar vanwege de goede akoestiek. Kibble, die Claude McKnight al kende sinds zijn kindertijd in Buffalo, werd daarna het nieuwe groepslid. De groep breidde zich verder uit, toen Mervyn Warren zich als zesde lid bij de groep voegde. De groepsnaam wijzigde zich via Sounds of Distinction en Alliance uiteindelijk in Take 6. Voorheen bleek iedere keer dat een andere groep al dezelfde naam gebruikte. Later kwamen Cedric Dent, Alvyn Chea en David Thomas erbij.
Ze werden bekend bij een breed publiek, toen de bekende producent Quincy Jones ze in 1989 onder zijn hoede nam voor zijn cd Back on the Block, vermits ze met Al Jarreau, Ella Fitzgerald en Bobby McFerrin een nummer a capella zongen (Wee B. Dooinit) en een instrumentaal nummer van de Braziliaanse zanger en componist Ivan Lins (Septembro – Brazilian Wedding Song) met harmonische zang ondersteunden.
In 1991 verliet Mervyn Warren de groep en werd vervangen door Mark Kibble's jongere broer Joey. Ze produceerden en arrangeerden hun nummers en cd's zelf en hadden in de Verenigde Staten al talrijke Grammy Awards als beste zanggroep gewonnen. Ze behoren tot de protestantse vrije kerk van de Zevende Dags Adventisten Reformatiebeweging. Hun muziek strekt zich uit van gospelmuziek, jazz en pop tot in het bereik soul.
Karakteristiek voor Take 6 zijn de stemmige compactheid en duidelijkheid, veelvuldige virtuoze melismen en een zelfs voor professionele zanggroepen buitengewoon zuivere intonatie en een buitengewone homogeniteit van het groepsgeluid. Deze van de opnamen bekende eigenschappen kan Take 6 met schijnbaar speels gemak live weergeven tijdens een concert.
Alhoewel ze meestal a capella zijn te beluisteren, spelen ze allen een muziekinstrument en begeleiden ze zich muzikaal zelf: Mark Kibble (keyboards), David Thomas (basgitaar), Joey Kibble (keyboards, gitaar), Alvin Chea (keyboards), Cedric Dent (piano, keyboards).

## Grammy's
- 1988: Beste Jazz Vocal Performance van een groep (Take 6 - Spread Love)
- 1988: Beste Soul Gospel Performance van een groep (Take 6)
- 1989: Beste Gospel Vocal Performance van een groep (Take 6 - The Savior is waiting)
- 1990: Beste Contemporary Soul Gospel Album (Take 6 - So Much 2 Say)
- 1991: Beste Jazz Vocal Performance (He is Christmas)
- 1994: Beste Contemporary Soul Gospel Album (Join the band)
- 1997: Beste Contemporary Soul Gospel Album (Brothers)
- 2002: Beste R&B Performance van een groep (Love's In Need of Love Today, met Stevie Wonder)

## Discografie
- 1988: Take 6
- 1990: So Much 2 Say
- 1991: He Is Christmas
- 1994: Join the Band
- 1996: Brothers
- 1998: So Cool
- 1999: We Wish You a Merry Christmas
- 2000: Greatest Hits
- 2000: Live
- 2002: Beautiful World
- 2006: Feels Good
- 2008: The Standard
- 2012: One
- 2016: Believe
- 2018: Iconic